# Baden-Durlach
Baden-Durlach fou un marcgraviat del Sacre Imperi Romanogermànic centrat a la població de Durlach.

## Història
Va sorgir per primer cop el 1515 en la partició de Baden (que s'havia reunificat el 1503 sota el marcgravi de Baden-Baden) entre els tres fills de Cristòfol I. Durlach fou pel fill Ernest. El 1577 a la mort de Carles II el territori es va dividir entre els seus tres fills, corresponent Durlach a Ernest Frederic. A la seva mort el 1604 el va heretar el seu germà Jordi Frederic de Baden-Sausenberg, que va abandonar aquest nom per adoptar el de Baden-Durlach. Ernest Frederic, que era protestant calvinista, va ocupar Baden-Baden i Baden-Rodemachern i a la seva mort Jordi Frederic (que era luterà) va continuar l'ocupació fins al 1622 quan van ser evacuades després de la destrucció del seu exèrcit a la batalla de Wimpfen, abdicant el seu propi marcgraviat en el seu fill Frederic.
La línia, que ja reunia tots els dominis de les subdivisions de la branca Durlach sorgida el 1515, va continuar i el 1771 quan es va extingir Baden-Baden (que al seu torn havia reunit tots els dominis sorgits de la branca Baden-Baden el 1515) va reunificar tots els dominis de Baden sota el marcgravi Carles Frederic. Aquest va rebre el títol d'elector el 1803 i el marcgraviat de Baden, encara a vegades anomenat Baden-Durlach, es va convertir en l'electorat de Baden.

## Marcgravis
- Ernest 1515-1553
- Carles II 1553-1577
- Ernest Frederich 1577-1604
- Jordi Frederic de Baden-Saufenburg (que va adopta el títol de marcgravi de Baden-Durlach i va eliminar el de Baden-Saufenburg) 1604-1622 (+1638)
- Frederic V 1622-1659
- Frederic VI 1659-1677
- Frederic VII Magnus 1677-1709
- Carles III Guillem 1709-1738
- Carles Frederic (Elector 1803-1806; Gran Duc 1806-1811) 1738-1811, des de 1771 marcgravi de Baden, vegeu marcgraviat de Baden